# Перелюб (Саратовська область)
Перелюб  — село в Росії, центр Перелюбського муніципального району Саратовської області. Належить до поселень Жовтого Клину.
Населення 4 755 осіб (2010).

## Географія
Село розташоване в східній частині району на річці Камелік. Відстань до Саратова — 362 км.

## Історія
Засноване село в 1848 році селянами — вихідцями з Чернігівської області.
В селищі знаходиться аграрний технікум.